# 田村知範
田村知範（1970年5月8日 -）は、日本の元プロボクサー。新潟県中蒲原郡横越村出身。第38代日本フライ級王者。

## 来歴
1988年4月18日、野崎康人との対戦でプロデビューし、1回KO勝ちを収めた。
1990年10月18日、田原周三に1回KO勝ちし、B級トーナメントを優勝した。
1990年12月6日、後の日本フライ級王者となるノリト・カバトを相手に6回判定勝ちを収めた。
1991年11月11日、川名祝数に6回TKO勝ちを収め、A級トーナメントを優勝した。
1992年2月2日、日本フライ級王者杉辰也と対戦し、1回KO勝ちを収め王座を獲得した。
1992年5月18日、新田渉世と対戦し、9回TKO勝ちを収めで初防衛に成功した。
1992年7月20日、小林宏と対戦し、4回TKO勝ちを収め2度目の防衛に成功した。
1995年2月25日、WBA世界スーパーフライ級王者の李炯哲に挑戦し、12回KOで敗れた。

## 戦績
- プロボクシング：26戦23勝（18KO）3敗

## 獲得タイトル
- 第38代日本フライ級王座（防衛2）